# Патрік Баур
Патрік Баур (нім. Patrick Baur; нар. 3 травня 1965) — колишній німецький тенісист.
Найвищу одиночну позицію світового рейтингу — 74 місце досяг 22 квітня 1991, парну — 64 місце — 1 травня 1989 року.
Здобув 2 одиночні та 2 парні титули.
Найвищим досягненням на турнірах Великого шолома було 3 коло в одиночному розряді.
Завершив кар'єру 1997 року.

## Фінали турнірів ATP за кар'єру

### Одиночний розряд: 2 (2 перемоги)
| Легенда                                       |
| --------------------------------------------- |
| Турніри Великого шлема (0–0)                  |
| Фінали Світового туру ATP (0–0)               |
| Фінали Світового туру ATP серії Мастерс (0–0) |
| Серія турнірів ATP (0–0)                      |
| Світова серія ATP (2–0)                       |

| Фінали за покриттям |
| ------------------- |
| Тверде (2–0)        |
| Ґрунт (0–0)         |
| Трава (0–0)         |
| Килим (0–0)         |

| Фінали за типом корту |
| --------------------- |
| Відкритий корт (2–0)  |
| Закритий корт (0–0)   |

| Результат | В-П | Дата     | Турнір               | Рівень        | Покриття | Суперник       | Рахунок            |
| --------- | --- | -------- | -------------------- | ------------- | -------- | -------------- | ------------------ |
| Перемога  | 1–0 | Лют 1991 | Гуаружа, Бразилія    | Світова серія | Тверде   | Фернандо Роезе | 6–2, 6–3           |
| Перемога  | 2–0 | Кві 1991 | Сеул, Південна Корея | Світова серія | Тверде   | Джефф Таранго  | 6–4, 1–6, 7–6(7–5) |

### Парний розряд: 4 (2–2)
| Легенда                                       |
| --------------------------------------------- |
| Турніри Великого шлема (0–0)                  |
| Фінали Світового туру ATP (0–0)               |
| Фінали Світового туру ATP серії Мастерс (0–0) |
| Серія турнірів ATP (0–0)                      |
| Світова серія ATP (2–2)                       |

| Фінали за покриттям |
| ------------------- |
| Тверде (1–1)        |
| Ґрунт (1–0)         |
| Трава (0–0)         |
| Килим (0–1)         |

| Фінали за типом корту |
| --------------------- |
| Відкритий корт (2–1)  |
| Закритий корт (0–1)   |

| Результат | В-П | Дата     | Турнір               | Рівень        | Покриття | Партнер             | Суперники                     | Рахунок       |
| --------- | --- | -------- | -------------------- | ------------- | -------- | ------------------- | ----------------------------- | ------------- |
| Перемога  | 1–0 | Лип 1988 | Swedish Open, Швеція | Гран-прі      | Ґрунт    | Удо Ріглевскі       | Стефан Едберг Ніклас Крон     | 6–7, 6–3, 7–6 |
| Поразка   | 1–1 | Жов 1988 | Тель-Авів, Ізраїль   | Гран-прі      | Тверде   | Александр Мронц     | Роджер Сміт Пол Векеса        | 3–6, 3–6      |
| Перемога  | 2–1 | Жов 1989 | Тель-Авів, Ізраїль   | Гран-прі      | Тверде   | Джеремі Бейтс       | Рікард Берг Пер Генрікссон    | 6–1, 4–6, 6–1 |
| Поразка   | 2–2 | Жов 1992 | Тайбей, Тайвань      | Світова серія | Килим    | Хрісто ван Ренсбург | Сендон Столл Джон Фіцджеральд | 6–7, 2–6      |

## Фінали ATP Челленджер і ITF Ф'ючерс

### Одиночний розряд: 9 (2–7)
| Легенда              |
| -------------------- |
| ATP Челленджер (2–7) |
| ITF Ф'ючерс (0–0)    |

| Фінали за покриттям |
| ------------------- |
| Тверде (0–6)        |
| Ґрунт (0–0)         |
| Трава (2–0)         |
| Килим (0–1)         |

| Результат | В-П | Дата     | Турнір                         | Рівень     | Покриття | Суперник               | Рахунок       |
| --------- | --- | -------- | ------------------------------ | ---------- | -------- | ---------------------- | ------------- |
| Перемога  | 1–0 | Чер 1989 | Манчестер, Велика Британія     | Челленджер | Трава    | Ендрю Кастл            | 6–4, 6–7, 7–5 |
| Поразка   | 1–1 | Тра 1990 | Бангкок, Таїланд               | Челленджер | Тверде   | Ктіслав Доседель       | 3–6, 4–6      |
| Поразка   | 1–2 | Жов 1990 | Ільєус, Бразилія               | Челленджер | Тверде   | Луїс Еррера (тенісист) | 2–6, 2–6      |
| Поразка   | 1–3 | Гру 1991 | Босонанс, Швейцарія            | Челленджер | Тверде   | Хрісто ван Ренсбурґ    | 4–6, 6–7      |
| Перемога  | 2–3 | Лип 1992 | Бристоль, Велика Британія      | Челленджер | Трава    | Джеймі Морґан          | 4–6, 7–6, 6–1 |
| Поразка   | 2–4 | Бер 1993 | Гарміш-Партенкірхен, Німеччина | Челленджер | Килим    | Мартін Лорендо         | 0–6, 4–6      |
| Поразка   | 2–5 | Лип 1994 | Монтебелло, Канада             | Челленджер | Тверде   | Себастьян Ларо         | 6–7, 1–6      |
| Поразка   | 2–6 | Тра 1995 | Єрусалим, israel               | Челленджер | Тверде   | Томас Юганссон         | 4–6, 6–7      |
| Поразка   | 2–7 | Лис 1995 | Реюньйон, Реюньйон             | Челленджер | Тверде   | Тім Генман             | 6–1, 3–6, 6–7 |

### Парний розряд: 13 (3–10)
| Легенда               |
| --------------------- |
| ATP Челленджер (3–10) |
| ITF Ф'ючерс (0–0)     |

| Фінали за покриттям |
| ------------------- |
| Тверде (1–5)        |
| Ґрунт (1–1)         |
| Трава (1–1)         |
| Килим (0–3)         |

| Результат | В-П  | Дата     | Турнір                    | Рівень     | Покриття | Партнер          | Суперники                         | Рахунок       |
| --------- | ---- | -------- | ------------------------- | ---------- | -------- | ---------------- | --------------------------------- | ------------- |
| Поразка   | 0–1  | Кві 1989 | Гваделупа, Гваделупа      | Челленджер | Тверде   | Крістіан Сакіану | Гілад Блюм Бред Пірс              | 4–6, 2–6      |
| Поразка   | 0–2  | Вер 1992 | Сінгапур, Сінгапур        | Челленджер | Тверде   | Сандер Гройн     | Мартін Блекмен Лоренс Тілеман     | 4–6, 6–1, 6–7 |
| Поразка   | 0–3  | Лип 1994 | Севілья, Іспанія          | Челленджер | Ґрунт    | Торбен Тайне     | Еміліо Бенфеле Альварес Пепе Імас | 1–6, 3–6      |
| Поразка   | 0–4  | Жов 1994 | Реюньйон, Реюньйон        | Челленджер | Тверде   | Міхаель Ґезерер  | Гендрік-Ян Давідс Йост Віннінк    | 1–6, 2–6      |
| Поразка   | 0–5  | Тра 1995 | Сліма, Мальта             | Челленджер | Тверде   | Томаш Анзарі     | Маріус Барнард Ліонель Бартез     | 5–7, 3–6      |
| Поразка   | 0–6  | Тра 1995 | Єрусалим, Ізраїль         | Челленджер | Тверде   | Ліонель Бартез   | Дірк Діер Крістіан Сакіану        | 6–7, 6–7      |
| Поразка   | 0–7  | Гру 1995 | Веленє, Словенія          | Челленджер | Килим    | Йост Віннінк     | Марк Петчі Ендрю Річардсон        | 7–6, 4–6, 4–6 |
| Поразка   | 0–8  | Лип 1996 | Бристоль, Велика Британія | Челленджер | Трава    | Ліонель Бартез   | Петр Пала Ендрю Річардсон         | 2–6, 4–6      |
| Перемога  | 1–8  | Сер 1996 | Женева, Швейцарія         | Челленджер | Ґрунт    | Єнс Кніппшильд   | Жорж Бастл Мішель Кратохвіл       | 6–1, 6–1      |
| Поразка   | 1–9  | Лис 1996 | Ноймюнстер, Німеччина     | Челленджер | Килим    | Єнс Кніппшильд   | Стефен Нотебом Фернон Вібір       | 3–6, 4–6      |
| Перемога  | 2–9  | Лис 1996 | Порт-Луї, Маврикій        | Челленджер | Трава    | Йост Віннінк     | Андрей Павел Сандер Гройн         | 0–1 ret.      |
| Поразка   | 2–10 | Січ 1997 | Гайльбронн, Німеччина     | Челленджер | Килим    | Клінтон Феррейра | Олів'є Делетр Стефан Сіміан       | 7–6, 3–6, 6–7 |
| Перемога  | 3–10 | Гру 1997 | Ейлат, Ізраїль            | Челленджер | Тверде   | Андрій Черкасов  | Рогір Вассен Сандер Гройн         | 6–3, 7–6      |

## Досягнення
| W | Ф | ПФ | ЧФ | #Р | КТ | К# | DNQ | A | NH |

### Одиночний розряд
| Турніри Великого шлему                 |     |     |     |     |     |     |     |     |     |     |     |        |      |     |
| Відкритий чемпіонат Австралії з тенісу |     | 2р  | 1р  | К3р |     | 2р  |     | К1р |     | К1р |     | 0 / 3  | 2–3  | 40% |
| Відкритий чемпіонат Франції з тенісу   |     | 1р  |     |     | 1р  |     | К2р |     | К1р | К1р |     | 0 / 2  | 0–2  | 0%  |
| Вімблдонський турнір                   | К1р | К1р | 1р  | К2р | 1р  | К1р | К3р |     | 3р  |     | 2р  | 0 / 4  | 3–4  | 43% |
| Відкритий чемпіонат США з тенісу       |     |     |     |     | 1р  |     |     |     |     |     | 2р  | 0 / 2  | 1–2  | 33% |
| В-П                                    | 0–0 | 1–2 | 0–2 | 0–0 | 0–3 | 1–1 | 0–0 | 0–0 | 2–1 | 0–0 | 2–2 | 0 / 11 | 6–11 | 35% |
| Тур ATP Мастерс 1000                   |     |     |     |     |     |     |     |     |     |     |     |        |      |     |
| Відкритий чемпіонат Маямі з тенісу     |     |     | 1р  |     | 2р  | 1р  |     |     | К1р | 1р  |     | 0 / 4  | 1–4  | 20% |
| Монте-Карло                            |     |     |     |     |     |     |     | К1р |     |     |     | 0 / 0  | 0–0  | –   |
| Мастерс Канада                         |     |     |     |     | 1р  |     | К2р |     |     |     |     | 0 / 1  | 0–1  | 0%  |
| Париж                                  |     |     |     |     |     |     | К1р |     |     |     |     | 0 / 0  | 0–0  | –   |
| В-П                                    | 0–0 | 0–0 | 0–1 | 0–0 | 1–2 | 0–1 | 0–0 | 0–0 | 0–0 | 0–1 | 0–0 | 0 / 5  | 1–5  | 17% |

### Парний розряд
| Турніри Великого шлему                 |     |     |     |     |     |     |     |     |     |     |       |     |     |
| Відкритий чемпіонат Австралії з тенісу | 1р  | 2р  | 1р  |     |     |     |     |     |     |     | 0 / 3 | 1–3 | 25% |
| Відкритий чемпіонат Франції з тенісу   |     | 2р  |     |     |     |     |     |     |     |     | 0 / 1 | 1–1 | 50% |
| Вімблдонський турнір                   |     | 1р  | 1р  |     | К2р | К1р |     | К2р |     | 1р  | 0 / 3 | 0–3 | 0%  |
| Відкритий чемпіонат США з тенісу       |     |     |     |     |     |     |     |     |     | К1р | 0 / 0 | 0–0 | –   |
| В-П                                    | 0–1 | 2–3 | 0–2 | 0–0 | 0–0 | 0–0 | 0–0 | 0–0 | 0–0 | 0–1 | 0 / 7 | 2–7 | 22% |
| Тур ATP Мастерс 1000                   |     |     |     |     |     |     |     |     |     |     |       |     |     |
| Відкритий чемпіонат Маямі з тенісу     |     | 1р  |     |     |     |     |     | К2р |     |     | 0 / 1 | 0–1 | 0%  |
| Монте-Карло                            |     |     |     |     |     |     |     |     |     | К1р | 0 / 0 | 0–0 | –   |
| Гамбург                                | 1р  | 1р  |     |     |     |     |     |     |     |     | 0 / 2 | 0–2 | 0%  |
| В-П                                    | 0–1 | 0–2 | 0–0 | 0–0 | 0–0 | 0–0 | 0–0 | 0–0 | 0–0 | 0–0 | 0 / 3 | 0–3 | 0%  |